# José Miguel Díaz Vélez
José Miguel Díaz Vélez (San Miguel de Tucumán, Virreinato del Río de la Plata, 1773 - Paysandú, Uruguay, 1832) fue un abogado y político que participó en la Independencia y en las guerras civiles argentinas.

## Nacimiento, familia y profesión
José Miguel Díaz Vélez nació en San Miguel de Tucumán en el año 1773. Fue hijo de Francisco Díaz Vélez, comerciante español y de María Petrona Aráoz, perteneciente a una aristocrática familia tucumana, quienes poco después de su alumbramiento se radicarían con su familia en Buenos Aires.
De ese matrimonio nacieron doce hijos, siendo José Miguel el segundo. Fue hermano de Eustoquio Díaz Vélez, séptimo hijo, -luego nombrado "Benemérito General de la República"- y también de Manuel Díaz Vélez, octavo vástago, joven teniente del Regimiento de Granaderos a Caballo que perdiera la vida en el combate de San Lorenzo.
José Miguel estudió en el Colegio de San Carlos de Buenos Aires y se recibió de abogado en la Universidad de Córdoba. Contrajo matrimonio en Buenos Aires, el 13 de octubre de 1796, con María del Tránsito Inciarte Montiel con quien tuvo once hijos: José María, José Ciríaco, María Luisa -quien posteriormente fuera la esposa del general Gregorio Aráoz de Lamadrid-, María de Tránsito, Dolores, Agustina, Manuel, Mercedes, Francisco, Justiniano y Nicolás. 
Su suegro era el Piloto de la real armada Juan de Inciarte, de la partida demarcadora -entre otras- de límites con la frontera del Brasil, que fuera comandada por el célebre naturalista Félix de Azara. Este había ocupado hacia 1779 las tierras entre el arroyo “El Cordobés” (hoy Arroyo Urquiza) y el arroyo "Perucho Berna"; en 1785 las había comprado a sus propietarios, la rica y patricia familia santafesina de los Larramendi, a través de don José Teodoro de Larramendi. El casamiento con la hija de Inciarte lo relacionó con la costa entrerriana del río Uruguay.
Al fallecer Inciarte prematuramente en 1800, Díaz Vélez se hizo cargo de la administración de la calera, fábrica de carbón, estancia para la ganadería, siembra y extracción de madera, puerto, posta y hasta herrería.

## La Revolución de Mayo en Entre Ríos
En la villa de Concepción del Uruguay José Miguel Díaz Vélez colaboró con la Parroquia de la Inmaculada Concepción y fue elegido alcalde de primer voto del cabildo de esa villa para el año 1810, por orden del virrey Baltasar Hidalgo de Cisneros. Desde allí apoyó la Revolución de Mayo, y por su influencia, ese cabildo estuvo entre los primeros en reconocer la autoridad de la Primera Junta: sólo catorce días después de recibir la circular de su creación, el cabildo de Concepción del Uruguay, presidido por José Miguel Díaz Vélez, reconoció a esta nueva autoridad.[cita requerida] Este fue el primer cabildo de los que en ese entonces se ubicaban en el hoy territorio entrerriano en adherir a la gesta emancipadora. El oficio, enviado a la Primera Junta con fecha 8 de junio de 1810, decía:

Exmo. Señor: 
Acabamos de recibir con oficio de V.E. de 1° del corriente, impresos que manifiestan los justos motivos y fines de la instalacón de la Junta Provisional Gubernativa de las Provincias Unidas del Río de la Plata, a nombre del señor Dn. Fernando Séptimo, y quedan dadas todas las disposiciones para que se lleven a debido efecto, en el Distrito de esta jurisdicción, cuanto V.E. se sirva prevenirnos. 
El mas pronto envío del Diputado de esta Villa, y el puntual cumplimiento a las presentes y sucesivas órdenes de V.E. que acreditan el celo y patriotismo de este vecindario a cuyo nombre tenemos el honor de felicitar a V.E. nuestro Señor guarde la vida de V.E. muchos años. 
Villa de la Concepción del Uruguay, 8 de Junio de 1810.
Exmo. Señor - José Miguel Díaz Vélez; Domingo Morales; Agustín Urdinarrain; José Aguirre.
Los Señores de la Junta Provisional Gubernativa de las Provincias Unidas del Río de la Plata.

Díaz Vélez fue el mentor del apoyo de todo Entre Ríos a la Revolución, y la Junta le dio el cargo de coronel de milicias. Pero hacia fines de año, una expedición enviada desde Montevideo, al mando del capitán Juan Ángel Michelena, tomó las tres villas de la costa del río Uruguay. Incapaz de resistir con sus escasas y desorganizadas fuerzas, Díaz Vélez se retiró con ellas a Paraná.
La Primera Junta dispuso el 5 de septiembre de 1810 que los partidos de Entre Ríos dependieran de la Tenencia de Gobierno de Santa Fe. Al pasar por Paraná la Expedición al Paraguay comandada por el general Manuel Belgrano, este nombró a José Miguel Díaz Vélez comandante general de los partidos de Entre Ríos,[cita requerida] el 19 de octubre de 1810, -en reemplazo del comandante Josef de Urquiza, el padre de Justo José de Urquiza. Como comandante general albergó en Paraná los campamentos de Belgrano, tuvo a su cargo la formación de milicias populares, aportó víveres e incorporó más de 750 caballos que serían utilizados en la Expedición Libertadora al Paraguay.
En fecha incierta, aunque posiblemente al ser trasladado Belgrano a la capital, Díaz Vélez se trasladó a Buenos Aires.

## Dos congresos en Buenos Aires
Durante las jornadas de los días 31 de marzo y 2 y 3 de abril de 1812 José Miguel Díaz Vélez fue elegido por el Cabildo de Buenos Aires elector de los miembros bonaerenses que constituyeron la efímera Asamblea General que comenzó a sesionar al día siguiente. 
El cuerpo, el 4 de abril, como consecuencia de la vacante producida por Juan José Paso como miembro del Triunvirato, eligió en su reemplazo a Juan Martín de Pueyrredón, y en su ausencia, a José Miguel Díaz Vélez, como suplente de aquel. El Triunvirato desconoció su nombramiento designando a su Secretario Bernardino Rivadavia hasta la llegada de Pueyrredón.  Como respuesta a la decisión del Triunvirato la Asamblea se proclamó "Suprema" de todas las demás autoridades de las Provincias Unidas ejerciendo la representación soberana del pueblo de las Provincias Unidas del Río de la Plata. El Triunvirato dispuso inmediatamente la disolución de la Asamblea General, declarando ilegal su intento de declararse "Suprema" ya que atentaba contra el derecho de soberanía del pueblo, la autoridad del Gobierno y del Estatuto Provisional.
Fue miembro de la Cámara de Apelaciones creada como consecuencia del dictado del "Reglamento de Institución y Administración de Justicia del gobierno Superior Provisional de las Provincias Unidas de Río de la Plata", del 23 de enero de 1812 —que reemplazó a la Real Audiencia de Buenos Aires y cuyos miembros ya habían sido cambiados por hombres vinculados a la revolución— y participó en la elección de los diputados a la Asamblea del Año XIII. Todo ese tiempo, retuvo el cargo nominal de comandante de Entre Ríos, hasta ser reemplazado por el coronel Hilarión de la Quintana a principios de 1814.
Ejerció cargos diplomáticos, incluyendo una misión a Río de Janeiro, donde se entrevistó con Lord Strangford. En 1818 fue elegido diputado por Tucumán en el Congreso Nacional que sesionaba en Buenos Aires; fue uno de los redactores de la Constitución Argentina de 1819.
Luego de la victoria de la Batalla de Cepeda, el 1 de febrero de 1820, a manos de los caudillos del litoral y frente a la exigencia del jefe del ejército de campaña de Buenos Aires, Miguel Estanislao Soler y sus oficiales que conminó la disolución del Congreso Nacional y la renuncia del Director Supremo, José Rondeau, José Miguel Díaz Vélez presidió la última sesión del Congreso Nacional que finalizó con la disolución del cuerpo legislativo expresando que los representantes de los pueblos

... ceden a la intimación que se les hace, entendiendo que en esto los firmantes de la misma, obran autoritariamente".

Asistió a Belgrano en sus últimos días antes de su fallecimiento, ocurrido en Buenos Aires el 20 de junio de 1820.

## Ministro plenipotenciario ante Simón Bolívar
En octubre de 1820, cuando el general Martín Rodríguez fue elegido gobernador de la Provincia de Buenos Aires, el doctor José Miguel Díaz Vélez fue designado como miembro del Consejo de Gobierno que la Junta de Representantes creó como órgano de consulta y que integró junto con el doctor Manuel Antonio Castro y el general Marcos Balcarce.
Tras algunos años durante los cuales José Miguel Díaz Vélez se dedicó a la abogacía en forma privada, fue secretario del Congreso General de 1824. Después de la batalla de Ayacucho, fue enviado como representante de dicho Congreso al Alto Perú, con el cargo de ministro plenipotenciario y enviado extraordinario del Gobierno de las Provincias Unidas del Río de la Plata, en una legación conjunta con el general Carlos María de Alvear en la que actuó como secretario de la misma Domingo de Oro. 
La misión Alvear-Díaz Vélez tenía dos importantes propósitos. El primero era reincorporar a las provincias altoperuanas al territorio de las Provincias Unidas, al haber concluido el proceso de emancipación de la Corona española. El segundo propósito era asimismo tratar de convencer al libertador general Simón Bolívar para que prestara su colaboración militar en la inminente Guerra contra el Imperio del Brasil por los territorios de la actual República Oriental del Uruguay y parte del actual estado brasileño de Río Grande del Sur ya que la Provincia Oriental del Río de la Plata quería quedar unida a las demás de este nombre en el territorio de Sud América. 
Díaz Vélez se entrevistó por más de tres meses con Bolívar. Como las provincias del Alto Perú decidieron independizarse con el nombre de República de Bolívar, Díaz Vélez convenció al general que devolviera el territorio de Tarija a la provincia de Salta, integrante de las Provincias Unidas. Bolívar aceptó la propuesta de Díaz Vélez y el 17 de noviembre de 1825 ordenó al mariscal Antonio José de Sucre la entrega de Tarija pero tras un breve período de subordinación a las Provincias Unidas, el 26 de agosto de 1826  se incorporó a Bolivia.
El Congreso Constituyente de Argentina, como reacción a la anexión boliviana, sancionó la ley del 30 de noviembre de 1826  que fue promulgada el 1 de diciembre por la que declaró a Tarija y su territorio adyacente como una provincia argentina separada de Salta.
Respecto a la cuestión de la Banda Oriental, Díaz Vélez fue tenaz y convincente en la información que brindó a Bolívar acerca de los aprestos bélicos del Imperio del Brasil y sobre las consecuencias para las repúblicas del continente americano, si no obraban de común acuerdo para detener el avance imperial. Pero pese a los esfuerzos de la misión, el libertador venezolano tuvo una actitud vacilante respecto a intervenir en un conflicto armado contra el Imperio del Brasil.

## El gobierno de Lavalle
A fines de 1828 José Miguel Díaz Vélez apoyó la revolución contra el gobernador Manuel Dorrego del general Juan Lavalle. Fue ministro general del gobierno de este durante la campaña que llevó a la batalla de Navarro y la prisión del exgobernador. Intentó convencer a Lavalle de que exiliara a Dorrego, intercediendo por su vida —junto con los inútiles esfuerzos del almirante Guillermo Brown— pero no pudo impedir que Juan Cruz Varela y Julián Segundo de Agüero, entre otros, lo convencieran de fusilarlo. En una carta personal, Díaz Vélez explicaba a Lavalle sus gestiones ante al embajador de Estados Unidos:

"15 de diciembre de 1828. Señor don Juan Lavalle. Mi querido general y amigo de toda mi estimación: [...] En esta misma posición, es en la que llego como amigo suyo y de Dorrego, a interponer mi mediación, para que él vaya a Estados Unidos, y explicaré cómo debe ser en mi opinión… Dorrego debe salir inmediatamente sin toca en el pueblo, extrañado perpetuamente, dando garantías que podrán prestarlas los mismos mediadores, y privado también de la ciudadanía, etc. Esto es digno, más que fusilarlo, aun después de un juicio muy dudoso, si se han de consultar los ápices de la justicia. Díaz Vélez. P.D.: en caso que Dorrego vaya a Estados Unidos, Forbes dará buque al instante."
José Miguel Díaz Vélez a Juan Lavalle.

La misiva llegó demasiado tarde.
Como ministro de guerra del gobernador Lavalle, y políticamente el más influyente de los miembros de su gobierno, ordenó la formación de milicias provinciales, incluyendo en ellas a los extranjeros. Muchos de éstos se negaron a participar en la guerra civil, lo que causó un serio conflicto con los franceses, que incluyó la captura de las naves de la escuadra porteña. Lavalle ordenó desmovilizar a los ciudadanos franceses.
El 7 de febrero de 1829 José Miguel Díaz Vélez otorgó el pasaporte que el general José de San Martín le había solicitado al gobierno tras su arribo sorpresivo al puerto de Buenos Aires con el fin de trasladarse a Montevideo "...en vista del estado en que se encuentra nuestro país, y por otra parte no perteneciendo ni debiendo pertenecer a ninguno de los dos partidos en cuestión..."
Tras el pacto de Cañuelas y la retirada de Lavalle, se exilió en el Uruguay. Apoyó los intentos de invasión de Lavalle a Entre Ríos, pero no participó en ellos.
Falleció en su campo de Paysandú (Uruguay) el 20 de marzo de 1832.

## Homenajes
Con motivo de la celebración del sesquicentenario de la fundación de Colón, el 9 de mayo de 2012 el Concejo Deliberante propuso la creación de un Instituto etnográfico, centro de investigación y museo que se denomine "Dr. José Miguel Díaz Vélez", en homenaje a uno de los grandes hombres públicos del país, dueño de las tierras y centros de actividad económica, donde hoy se encuentra la ciudad de Colón. El mencionado instituto cubrirá geográficamente los trabajos de investigación histórica, cultural y etnográfica de la costa entrerriana del río Uruguay.